# ブドウ摘み
『ブドウ摘み』（ブドウつみ、西: La vendimia, 英: The Grape Harvest）あるいは『秋』（あき、西: El Otoño, 英: The Autumn）は、スペインのロマン主義の巨匠フランシスコ・デ・ゴヤが1786年に制作した風俗画である。油彩。エル・パルド王宮を装飾するタペストリーのカルトン（原寸大原画）のうち、1786年から1787年にかけて制作された《四季》連作と呼ばれるカルトンの1つ。秋の季節を主題とした作品で、『花売り娘、あるいは春』（Las floreras o La Primavera）の対作品。現在はマドリードのプラド美術館に所蔵されている。また油彩による準備習作がアメリカ合衆国マサチューセッツ州のウィリアムズタウンにあるスターリング・アンド・フランシーヌ・クラーク美術館に所蔵されている。

## 制作経緯
ゴヤは生涯で6期63点におよぶタペストリーのためのカルトンの連作を制作した。前作から6年後の1786年から1787年にかけて制作された《四季》連作は第5期にあたり、エル・パルド王宮にあるスペイン国王カルロス3世の会談の間を装飾するため、計13点のカルトンが制作された。ゴヤは友人の商人マルティン・サパテールに宛てた1786年9月12日付の手紙で、《四季》連作のためいくつかの下絵を制作中であると述べているが、おそらく宮殿の部屋を間違えて、王太子夫妻（後のスペイン国王カルロス4世とマリア・ルイサ）の食堂装飾のためのものとしている。しかし《四季》連作のサイズはいずれも王太子夫妻の食堂とはほとんど適合せず、そもそもこの部屋にはすでにゴヤが1776年から1777年にかけて制作した2期連作に基づくタペストリーが設置されていた。13点のカルトンのうち現存するのは12点で、ゴヤは本作品および『花売り娘、あるいは春』、『脱穀場、あるいは夏』（La era o El Verano）、『吹雪、あるいは冬』（La nevada o El Invierno）、『マスティフを連れた子供たち』（Niños con perros de presa）、『猫の喧嘩』（Riña de gatos）、『木の枝にとまったカササギ』（La marica en un árbol）、『噴水のそばの貧しい人々』（Los pobres en la fuente）、『傷を負った石工』（El albañil herido）、『泉のそばの狩人』（Cazador al lado de una fuente）、『ダルザイナを演奏する羊飼い』（Pastor tocando la dulzaina）、『雄羊に乗った少年』（El niño del carnero）を制作した。本作品は1786年の秋に描かれた。

## 作品

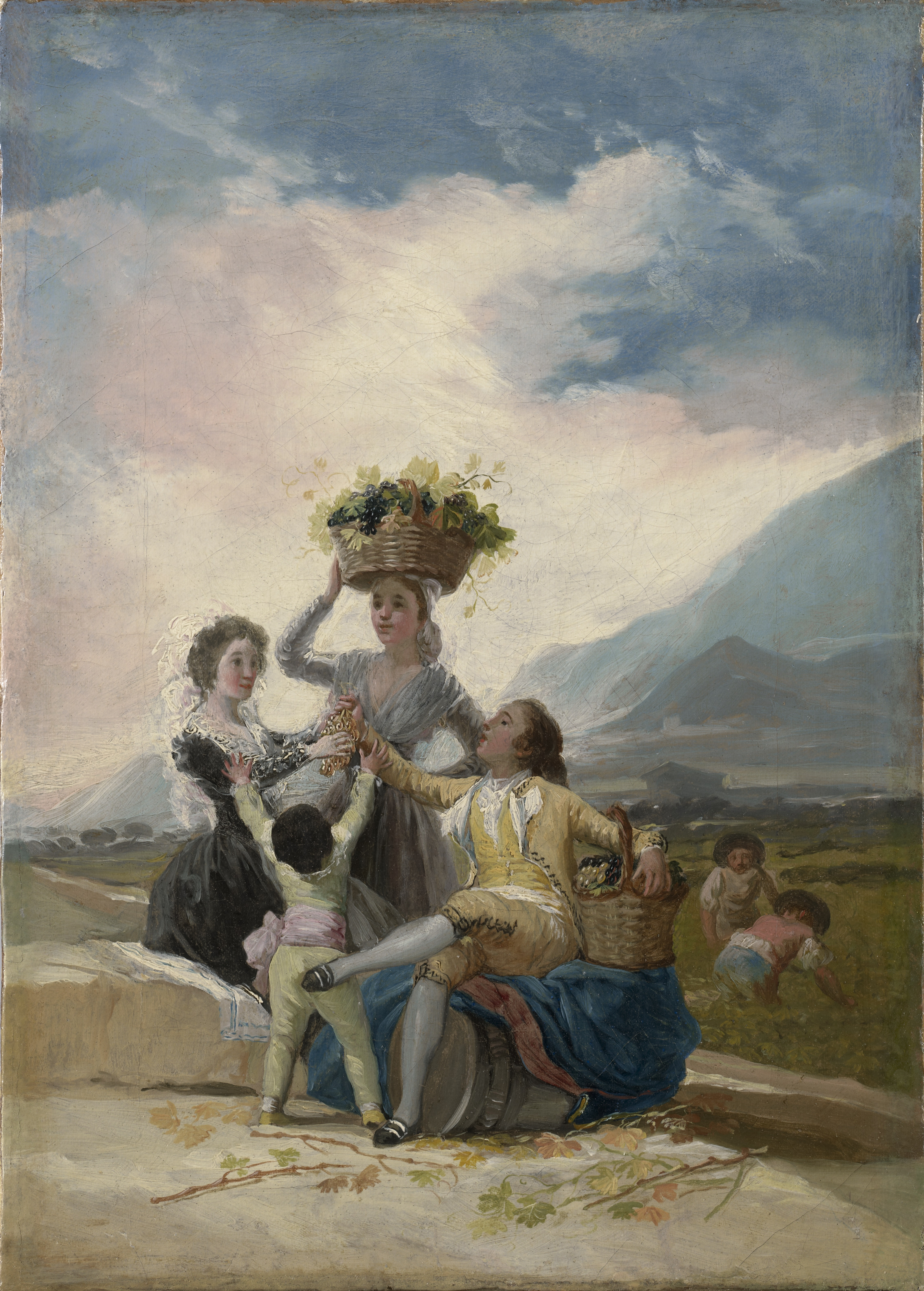
準備習作。スターリング・アンド・フランシーヌ・クラーク美術館所蔵。

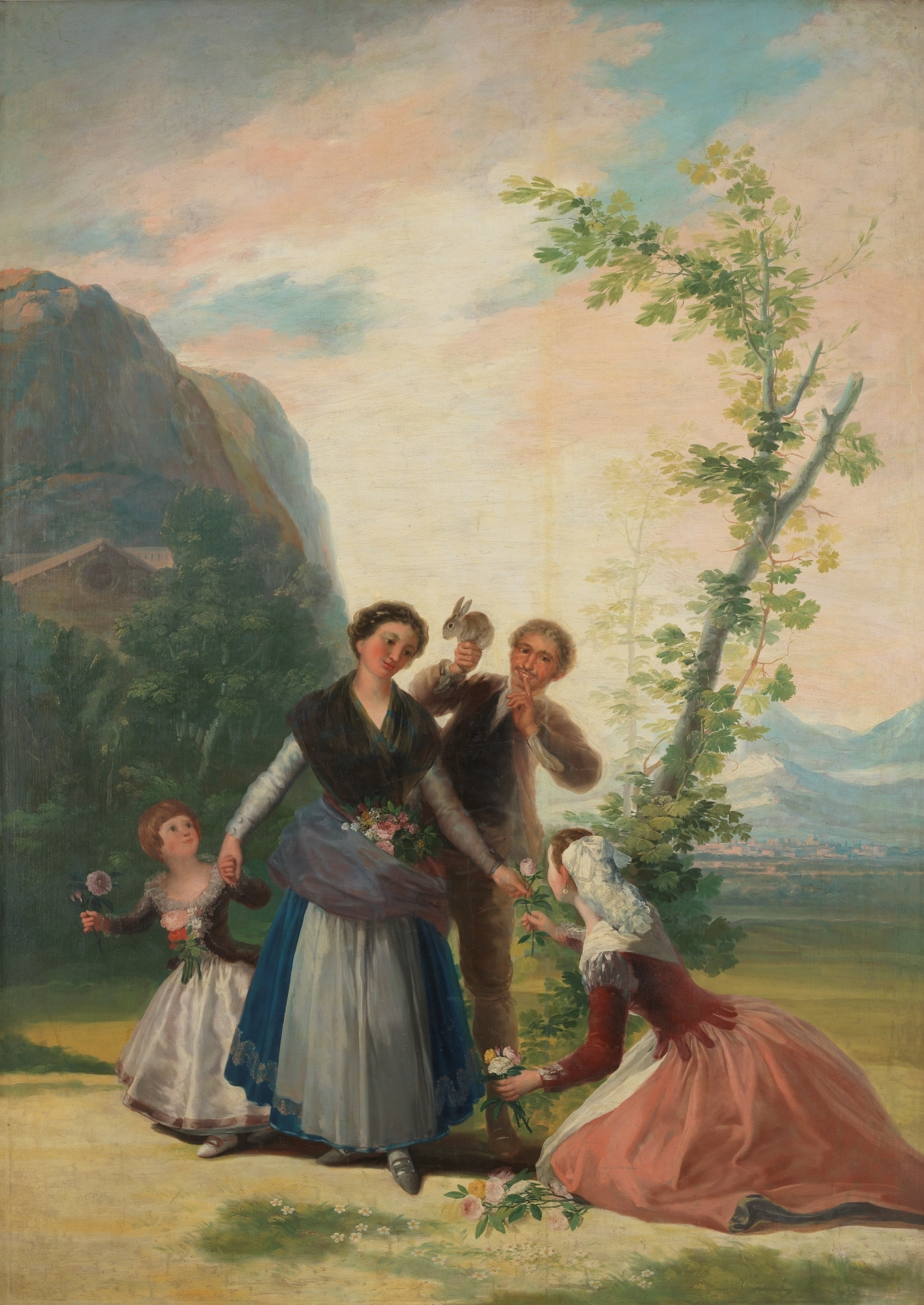
対作品『花売り娘、あるいは春』。プラド美術館所蔵。

ゴヤはバスケットに摘み取られたブドウの房を女性に差し出す若い男性を描いている。男性は秋を象徴する黄色い服を着ており、優雅に足を組んで石の上に座っている。少年は鑑賞者に背を向け、女性のために差し出されたブドウ欲しさにしきりに手を伸ばしている。その隣にはブドウをいっぱいに入れたバスケットを頭に載せた農家の娘が立っている。これは頭に果物を載せたローマ神話の女神ケレスの古典的寓意に類似している。彼らの後方ではブドウを収穫している人々がいる。肥沃な渓谷はおそらくマドリード周辺の山々、あるいは南麓にアビラ県アレナス・デ・サン・ペドロがあるグレドス山脈のような高い山々に囲まれている。
『ブドウ摘み』はゴヤのカルトンの中で最も美しく最も有名な作品の1つで、ゴヤは西洋絵画の伝統的な図像にしたがい、ブドウの収穫を描くことで秋の寓意を表現している。美術史家バレリアーノ・ボサルは本作品の構図について「これまでのゴヤの絵画の正真正銘の総括」であると述べている。
ピラミッド型に配置された構図と、古代彫刻を彷彿とさせる人物像は、伝統的な古典芸術の研究成果を物語っている。ピラミッド型の構図それ自体は第2期連作の『日傘』（El quitasol）や『酒飲み』（El bebedor）などの作品で使い始めたものである。しかし『ブドウ摘み』の場合、新古典主義的配置はあまりに卓越しており、異なる平面の強い対照的な配分と組み合わせによって、もはや新古典主義から脱却している。対作品『花売り娘』における花と同様に、構図の中央にはブドウがあり、主題の秋を象徴している。またブドウは豊穣の象徴とも考えられている。ジャニス・A・トムリンソンはさらに解釈を進め、ブドウはときに成熟の象徴と見なされることから、この絵画に「人間の三世代」（the three ages of man）のテーマがあるのではないかと考えている。
ホアキン・エスケラ・デル・バヨはアルバ公爵夫妻がゴヤとその妻子をアビラ県ピエドラヒタにある宮殿に招待して滞在させたと推測し、絵画に描かれた貴族風の男女は公爵夫妻、農家の娘はゴヤの妻ホセファ・バイユー、少年はゴヤの息子ではないかと考えた。しかしカルロス・サンブリシオ（Carlos Sambricio）は、ゴヤが同時期にサパテールに宛てた手紙の中でマドリードにいると述べていることを引用し、エスケラ・デル・バヨの推測が不可能であることを指摘している。

## 来歴
王立タペストリー工場で制作されたタペストリーは翌1788年12月にカルロス3世が死去したため、王宮内の本来の場所に飾られることはなかった。カルトンはおそらく王立タペストリー工場で保管されたのち、1856年から1857年にオリエンテ宮殿の地下室に移された。1870年1月18日と2月9日の王命によりプラド美術館に収蔵された。

## 準備習作
本作品の準備習作とされるものがスターリング・アンド・フランシーヌ・クラーク美術館に所蔵されている。この作品は来歴にやや問題を抱えている。ゴヤが描いた習作のいくつかは第9代オスーナ公爵ペドロ・テレス＝ヒロンに売却され、その中に本作品の準備習作もあったと考えられている。後にオスーナ公爵家のコレクションが売却された際に《四季》連作の準備習作も売却されたが、当時それらの作品を見たシャルル・イリアルトは売却された作品群の中にウィリアムズタウンのバージョンはなかったと述べている。またイリアルトは実際にはパリのグピル・コレクション（Goupil collection）に保管されていたものが本作品の習作だったのではないかと示唆している。この習作は所在不明であるが、ウィリアムズタウン版とかなり異なっていたことがイリアルトの説明から分かっている。一説によると、ウィリアムズタウン版はゴヤの弟子アセンシオ・フリアによる複製と主張されているが、ホセ・マヌエル・アルナイス（José Manuel Arnaiz）はその主張を根拠がないとして退けつつも、ウィリアムズタウン版の真筆性について再検討されるべきと主張している。

## ギャラリー
他の《四季》連作のカルトン
現在『雄羊に乗った少年』のみシカゴ美術館に所蔵されている。

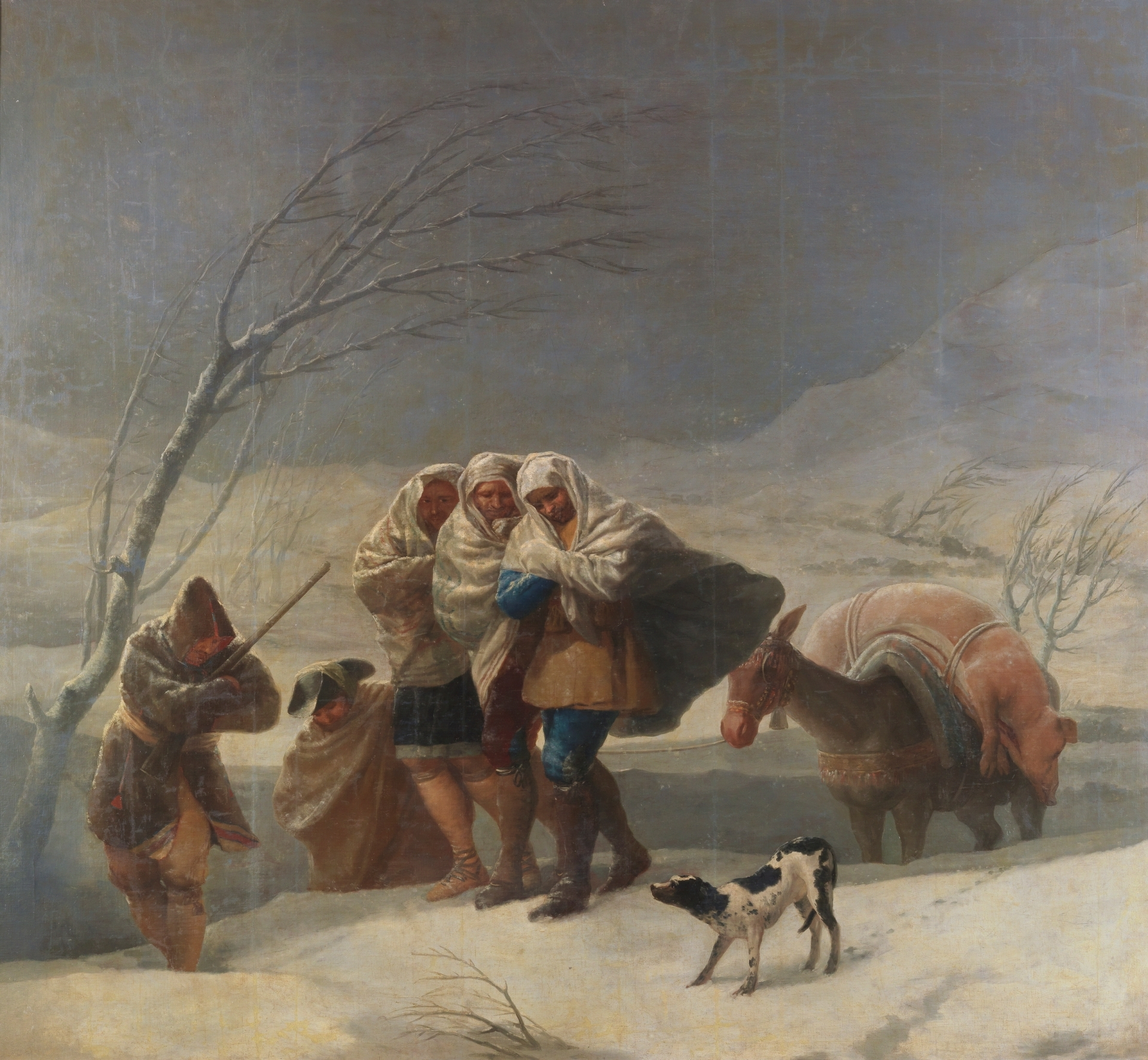
『吹雪、あるいは冬』1786年
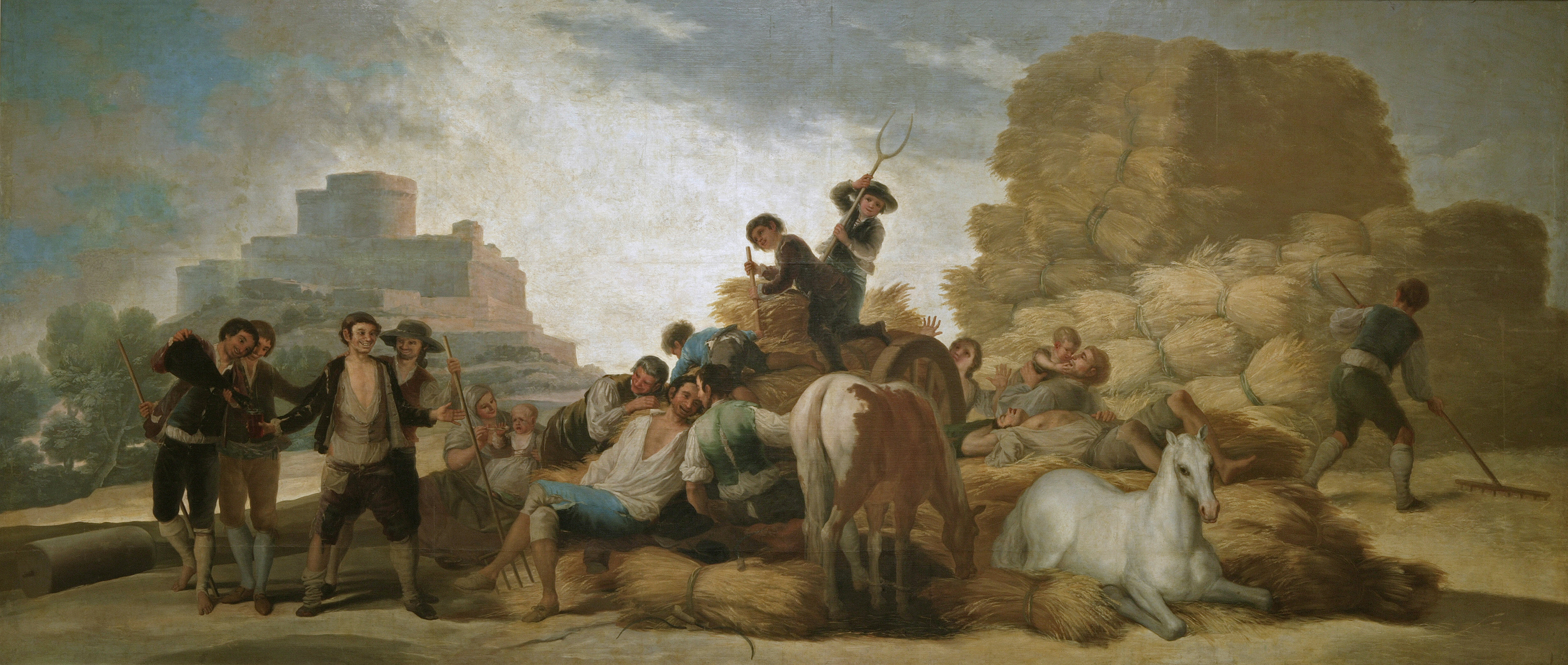
『脱穀場、あるいは夏』1786年
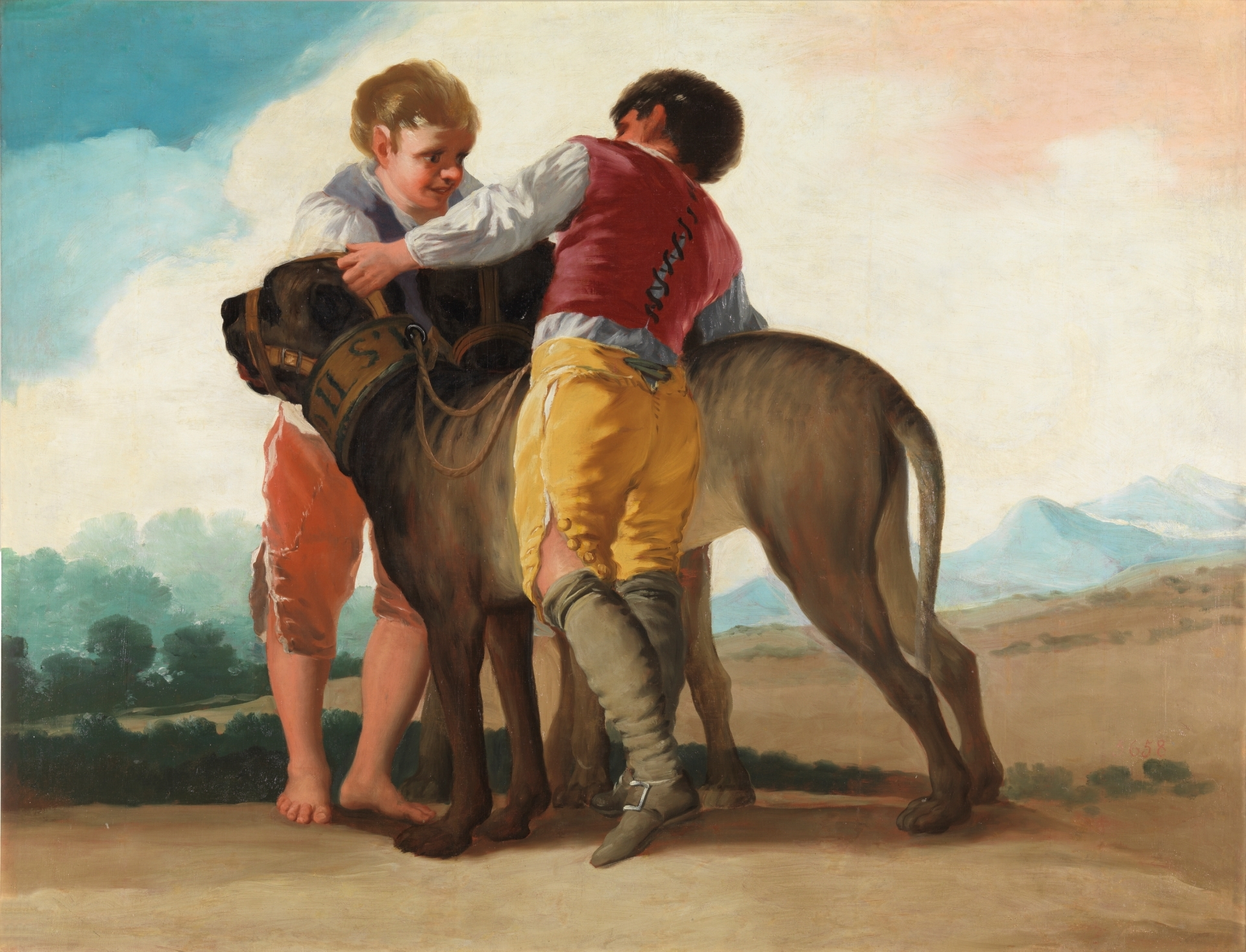
『マスティフを連れた子供たち』1786年
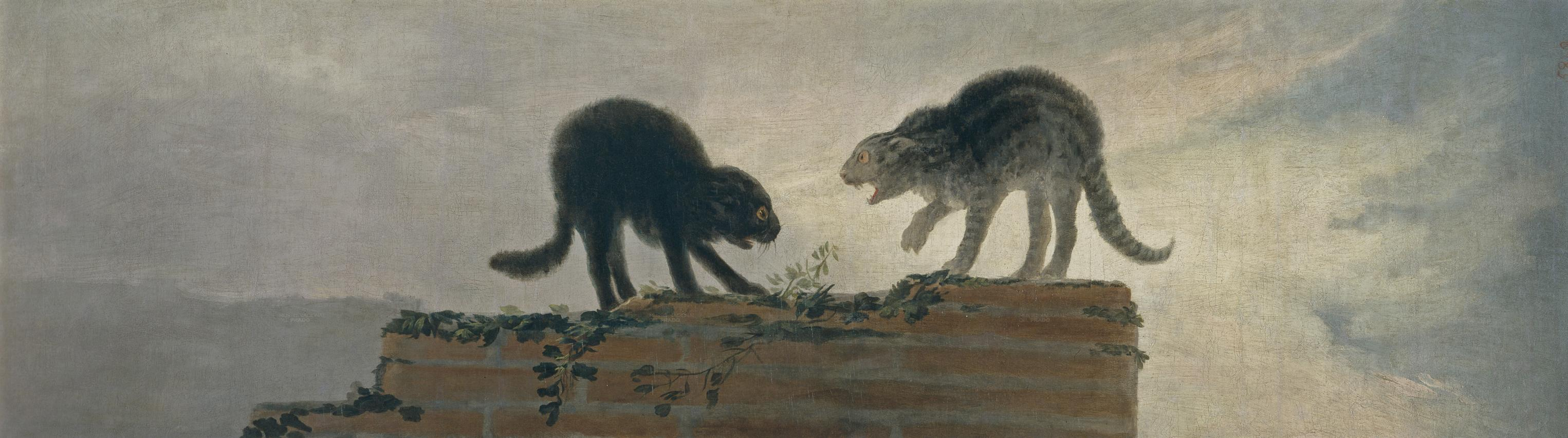
『猫の喧嘩』1786年
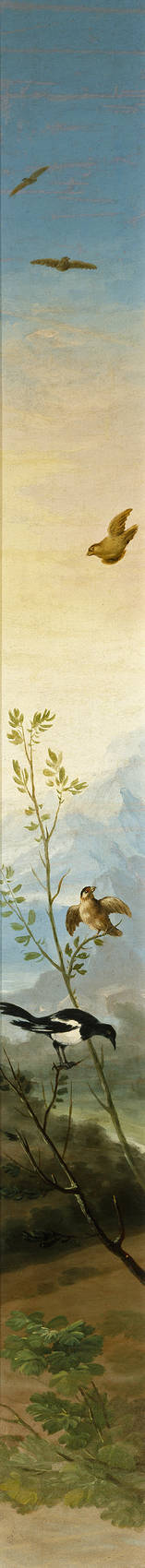
『木の枝にとまったカササギ』1786年
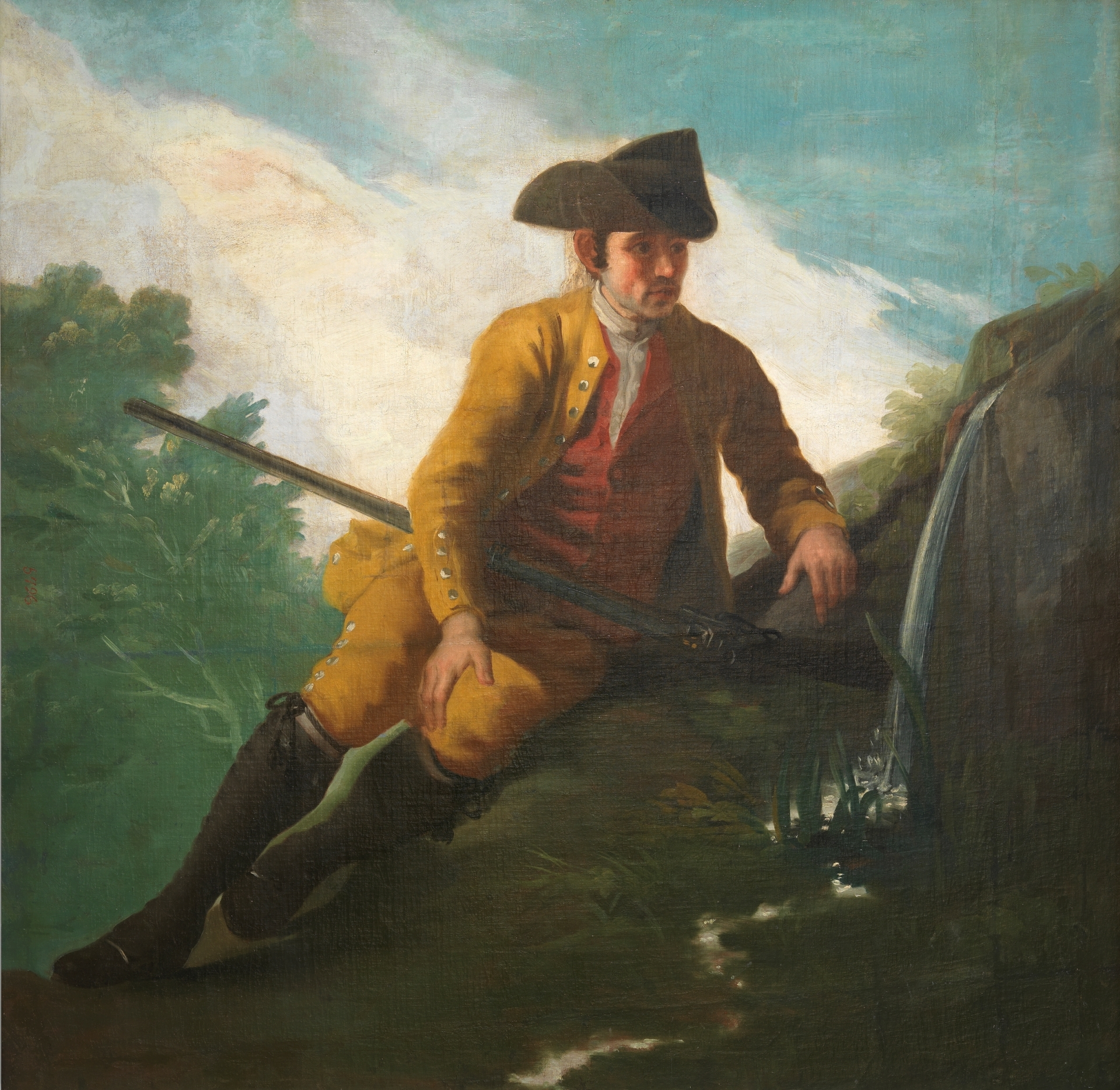
『泉のそばの狩人』1786年-1787年
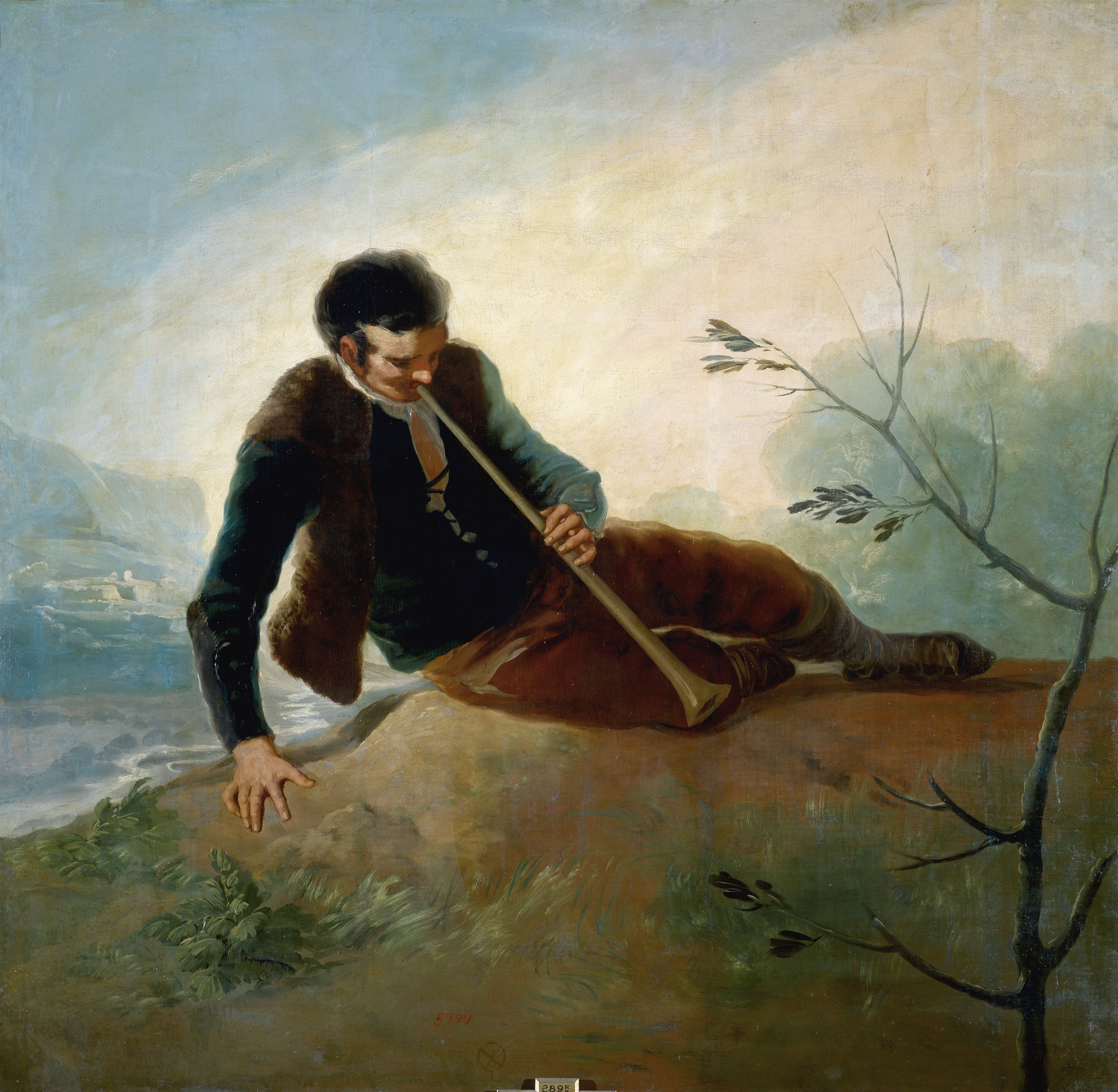
『ダルザイナを演奏する羊飼い』1786年-1787年
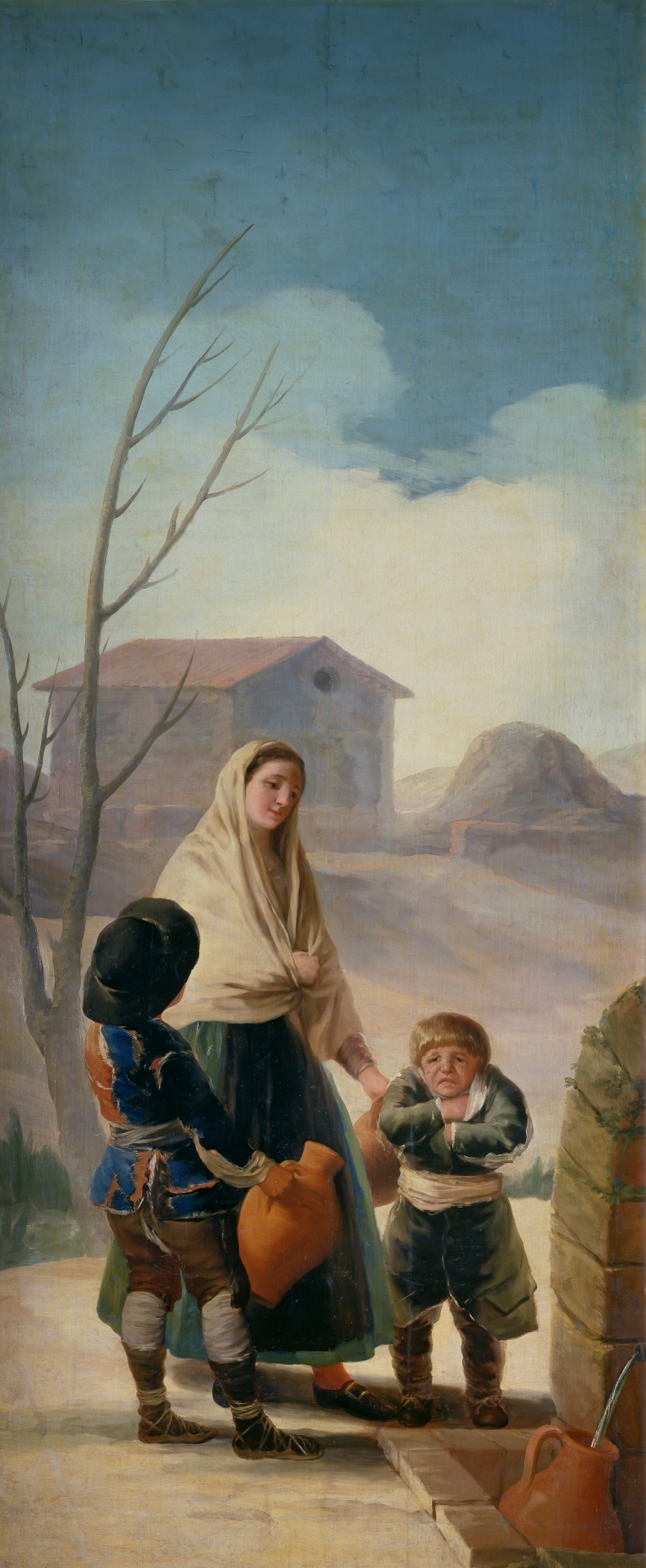
『噴水のそばの貧しい人々』1786年-1787年
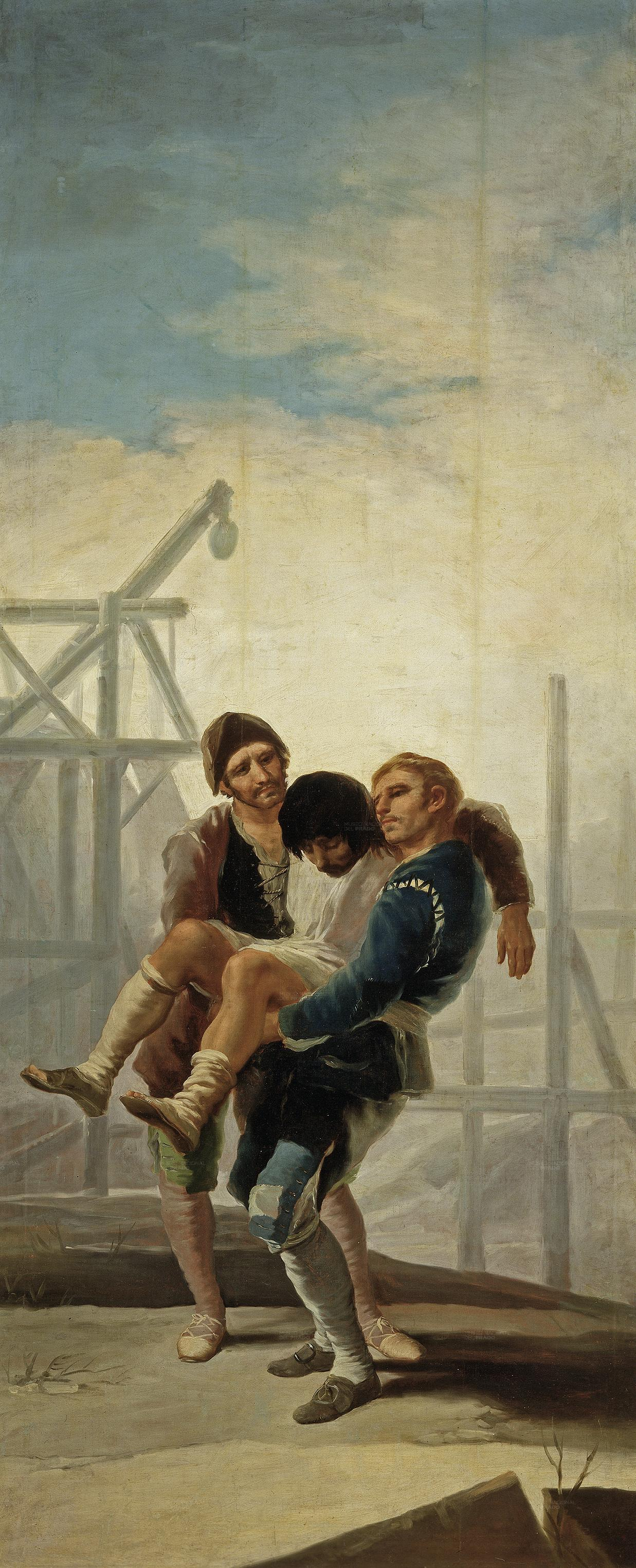
『傷を負った石工』1786年-1787年
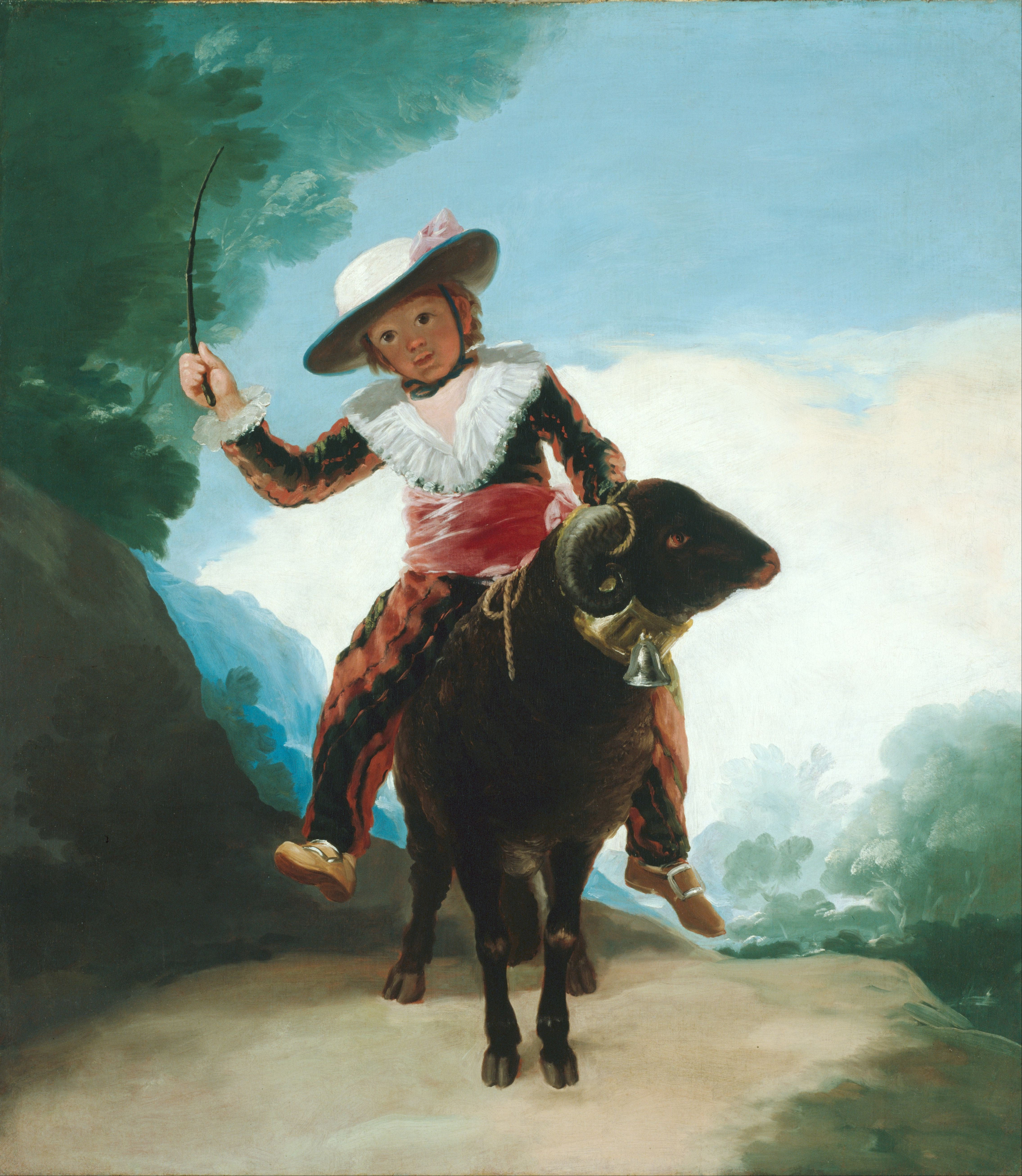
『雄羊に乗った少年』1786年-1787年 シカゴ美術館所蔵